# Tetractenion luteum
Tetractenion luteum là một loài tò vò trong họ Ichneumonidae.